# Олсон, Хезер Лорен
Хе́зер Ло́рен О́лсон (англ. Heather Lauren Olson; 12 ноября 1982, Сан-Хосе, Калифорния, США) — американская актриса

.

## Биография
Хезер Лорен Олсон родилась 12 ноября 1982 года в Сан-Хосе (штат Калифорния, США). Она училась в средней школе вместе с будущими актрисами Лорин Николь Хэмилтон и Миган Гуд.
Хезер Лорен дебютировала в кино в 1990 году, будучи ребёнком, сыграв роль Меган Пек в фильме «Внутреннее расследование». Олсон наиболее известна по роли второго плана Джен Спирс в дневной мыльной опере «Дни нашей жизни» (2000—2004) на «NBC». Всего сыграла в 18-ти фильмах и телесериалах, до того, как завершить карьеру в 2004 году.

## Избранная фильмография
| Год       |    | Русское название                        | Оригинальное название                          | Роль              |
| --------- | -- | --------------------------------------- | ---------------------------------------------- | ----------------- |
| 1990      | ф  | Внутреннее расследование                | Internal Affairs                               | Меган Пек         |
| 1992      | ф  | Кровавый кулак 4: Смертельная попытка   | Bloodfist IV: Die Trying                       | Молли             |
| 1992      | с  | Квантовый скачок                        | Quantum Leap                                   | Вайолет Эйдер     |
| 1992      | с  | Сёстры                                  | Sisters                                        | маленькая Рид     |
| 1992      | с  | Звёздный путь: Следующее поколение      | Star Trek: The Next Generation                 | Джил Орра         |
| 1994      | тф | Обманчивое сердце: История Лори Келлогг | Lies of the Heart: The Story of Laurie Kellogg | Алиша (6 лет)     |
| 1994      | тф | Последний перелёт                       | Amelia Earhart: The Final Flight               | подросток-фанатка |
| 2000—2004 | с  | Дни нашей жизни                         | Days of Our Lives                              | Джен Спирс        |